# Microporella wrigleyi
Microporella wrigleyi is een mosdiertjessoort uit de familie van de Microporellidae. De wetenschappelijke naam van de soort is voor het eerst geldig gepubliceerd in 2004 door Soule, Chaney & Morris.